# Мочарник дернистий
{{#ifeq:0|0|{{#if:Philonotis caespitosa|{{#if:|[[]}}|[[]]}}}}
Мочарник дернистий (Philonotis caespitosa) — вид мохів порядку Bartramiales.

## Поширення
Батьківщиною є Європа, Макаронезія, Північна Америка, Азія.